# توموتاكا أوكاموتو
توموتاكا أوكاموتو (باليابانية: 岡本 知剛) (29 يونيو 1990 في أونوميتشي في اليابان – )؛ هو لاعب كرة قدم ياباني سابق كان يلعب كلاعب وسط.

## وصلات خارجية
- توموتاكا أوكاموتو على موقع الاتحاد الدولي (مؤرشف)  (الإنجليزية)
- توموتاكا أوكاموتو على موقع رابطة كرة القدم اليابانية للمحترفين (اليابانية)
- توموتاكا أوكاموتو على موقع قاعدة بيانات كرة القدم.إي يو (الإنجليزية)
- توموتاكا أوكاموتو على موقع Soccerway.com (الإنجليزية)
- توموتاكا أوكاموتو على موقع عالم كرة القدم.نت (الإنجليزية)